# Hornchurch
Hornchurch är en del av en befolkad plats i Storbritannien.   Den ligger i grevskapet Greater London och riksdelen England, i den sydöstra delen av landet, 24 km öster om huvudstaden London. Hornchurch ligger 27 meter över havet och antalet invånare är 25 470.
Terrängen runt Hornchurch är platt. Runt Hornchurch är det mycket tätbefolkat, med 1 819 invånare per kvadratkilometer. Närmaste större samhälle är Dagenham, 3,5 km väster om Hornchurch. Runt Hornchurch är det i huvudsak tätbebyggt.